# ویری دل پینو
ویری دل پینو (به اسپانیایی: Virrey del Pino) یک منطقهٔ مسکونی در آرژانتین است که در لا ماتانزا پارتیدو واقع شده‌است. ویری دل پینو ۱۱۷ کیلومتر مربع مساحت و ۱۵۶٬۱۳۲ نفر جمعیت دارد.